# أمس

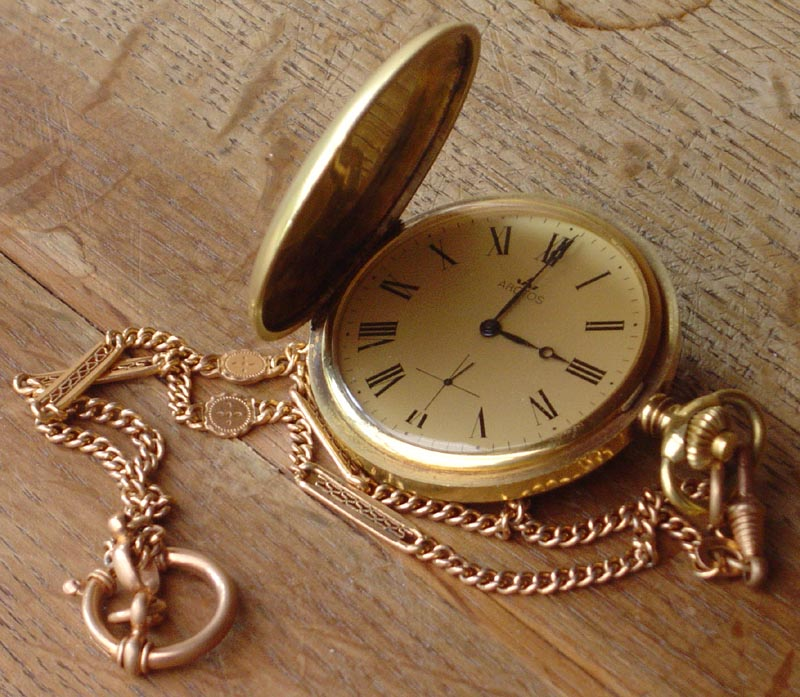

الأمس هو بناء زمني للماضي النسبي. حرفيا يعني اليوم السابق لليوم الحالي، وقد يعني بشكل مجازي الفترات أو الأوقات السابقة، غالبًا ولكن ليس دائمًا في الذاكرة الحية.

## التعلم واللغة
تعد مفاهيم «الأمس» و«اليوم» و«الغد» من بين مفاهيم الوقت النسبي الأولى التي يكتسبها الرضع. في اللغة يوجد اسم مميز أو ظرف لـ «الأمس» في معظم اللغات وليس كلها، على الرغم من أن اللغات ذات الغموض في المفردات لها أيضًا طرق أخرى لتمييز الماضي المباشر والمستقبل القريب. «الأمس» هو أيضًا مصطلح ومفهوم نسبيان في النحو والقواعد اللغوية.
الأمس مفهوم مجرد بمعنى أن الأحداث التي وقعت في الماضي لا وجود لها في الواقع الحالي، على الرغم من استمرار عواقبها. تقول الأقوال المأثورة التي غالبًا ما يتم الاستشهاد بها شيئًا ما على غرار «الأمس هو التاريخ، والغد غامض، ولكن اليوم هو هدية. ولهذا يطلق عليه الحاضر». يبدو أن هذا القول المأثور من اقتباس فرانك م.بيكسلي عام 1912، «الأمس هو تاريخ؛ للغد مجرد أمل؛ اليوم هو الأصل المطلق الوحيد للوقت الذي تملكه».
بعض اللغات لها صيغة متخلفة: شكل نحوي مخصص لأحداث اليوم السابق.

## التعبير المجاز
في اللغة العربية (وفي العديد من اللغات الأخرى)، قد يُعنى أيضًا بالأمس بمعنى الماضي البعيد أو القريب على حدٍ سواء، كأن يُقال: «الوطن العربي ما بين الأمس واليوم» أي؛ الفرق ما بين الوطن العربي في الماضي والوقت الحالي، وليس شرطًا أن يكون الماضي هو اليوم السابق في هذا السياق.